# Thionia argo
Thionia argo är en insektsart som beskrevs av Ronald Gordon Fennah 1949. Thionia argo ingår i släktet Thionia och familjen sköldstritar. Inga underarter finns listade i Catalogue of Life.